# Polnička
Polnička è un comune ceco situato nel distretto di Žďár nad Sázavou, nella regione di Vysočina.